# Ritthem
Ritthem (Zeeuws: Rittem) was een heerlijkheid en gemeente, en is thans een dorp in de gemeente Vlissingen, in de Nederlandse provincie Zeeland. Het dorp, met ongeveer 530 inwoners, ligt dicht bij de Westerschelde en bij het Havengebied Vlissingen-Oost. Ritthem is zoals de meeste Walcherse dorpen een kerkdorp; de kerk is in oorsprong veertiende-eeuws met een schip uit de zestiende eeuw. In de nabijheid van Ritthem ligt het voormalig Fort Rammekens en een bijbehorend natuurgebied. Nabij Ritthem ligt de grootste rioolwaterzuivering van Zeeland.

## Geschiedenis
Ritthem wordt voor het eerst vermeld in 1235, toen de plaats een zelfstandige parochie werd. Tot dan toe werd ze vanuit West-Souburg bestuurd. In die tijd lagen ten noorden van Ritthem het gehucht en de heerlijkheid Nieuwerve en het gehucht Welzinge. Die werden in de beginjaren van de Opstand door het oorlogsgeweld verwoest. De verwoesting van de Ritthemse kerk leidde ertoe dat de plaats tot 1612 op de kerk van Oost-Souburg was aangewezen. In dat jaar werd in Ritthem een Hervormde Gemeente gesticht. De heerlijkheid Ritthem werd in 1764 gekocht door de Vlissingse familie Lambrechtsen, die er tot 1849 bestuurlijke rechten over uitoefende. Tot 1 juli 1966 was Ritthem een zelfstandige gemeente.

## Geboren in Ritthem
- Wim Koole (1929-2009), protestants theoloog en omroepbestuurder (o.a. van de IKON)